# خانه تقدیری
خانه تقدیری مربوط به دوره قاجار است و در شهرستان اردکان، خیابان حائری واقع شده و این اثر در تاریخ ۲۷ دی ۱۳۷۷ با شمارهٔ ثبت ۲۱۸۶ به‌عنوان یکی از آثار ملی ایران به ثبت رسیده‌است.